# Cadwgan (Bischof)
Cadwgan (auch Cadwgan of Llandefai, Caducanus Bangoriensis oder Martin) († 11. April 1241 in Dore Abbey) war ein walisischer Zisterzienser. Von 1215 bis 1235 oder 1236 war er Bischof von Bangor.

## Herkunft und Aufstieg zum Bischof
Nach Angaben von Gerald von Wales, mit dem er in Streit lag, war Cadwgans Vater Ire und seine Mutter Waliserin. Angeblich war sein Vater ein Priester und als leidenschaftlicher Prediger bekannt. Ein Bruder von Cadwgan wurde Mönch in Caerleon. Gerald und Cadwgan gerieten in der walisischen Zisterzienserabtei Strata Florida Abbey miteinander in Streit, als Gerald dort seine Bücher einsehen wollte, die er im Kloster verwahrt hatte. Als ihm dies verwehrt wurde, machte er Cadwgan dafür verantwortlich. Nach den Angaben von Gerald war Cadwgan später Abt von Strata Florida, wofür es aber keine anderen Belege gibt. Nach Dezember 1202 wurde Cadwgan jedoch Abt von Whitland Abbey in Carmarthenshire. Cadwgan behauptete selbst, ein Verwandter von Llywelyn ab Iorwerth, des Fürsten von Gwyneed zu sein, der ihn unterstützen würde. Seine Wahl zum Bischof der walisischen Diözese Bangor verdankte er jedoch dem englischen König Johann Ohneland, der ihn ab Ende 1214 unterstützte. Johann sah sich in England einer mächtigen Adelsopposition gegenüber, und durch die Förderung Cadwagns erhoffte er sich möglicherweise, dass Fürst Llywelyn in dem Konflikt neutral blieb. Deshalb erlaubte er dem Kathedralkapitel von Bangor die Wahl eines neuen Bischofs, wobei er ihnen die Wahl Cadwgans empfahl. Am 13. April 1215 informierte der König Erzbischof Stephen Langton, dass Cadwgan zum neuen Bischof gewählt wurde. Erzbischof Langton weihte daraufhin Cadwgan am 21. Juni 1215 in Staines in Middlesex zum Bischof.

## Bischof von Bangor
Kurz nach Cadwgans Weihe kam es in England zum offenen Krieg der Barone gegen den König. Am 12. November 1216, kurz nach dem Tod von König Johann, war Cadwgan am Hof von Johanns Sohn und Nachfolger Heinrich III. in Bristol. Im September 1221 bezeugte Cadwgan einen Brief von Ragnvald, dem König der schottischen Inseln, an den Papst, in dem Ragnvald die Isle of Man dem Papst als Lehen antrug. Nach dem Abkommen von Montgomery im Oktober 1223, das einen englisch-walisischen Krieg beendete, unterstützte Cadwgan Beamte des englischen Königs, die in Deheubarth die Grenzen der Herrschaften der walisischen Verbündeten von Llywelyn ab Iorwerth festlegen sollten. 1234 wies Heinrich III. auf Cadwgans Bitte den englischen Justiciar of Ireland an, das Schiff des Bischofs von Bangor passieren lassen. Dieses sollte Getreide von Irland nach Bangor bringen, um dort die bedürftige Bevölkerung zu unterstützen. Aus Cadwgans Amtszeit sind nur wenige Urkunden der Diözese Bangor erhalten, so dass von seiner Tätigkeit als Bischof nur wenig bekannt ist. Eine Urkunde für das Zisterzienserkloster Combermere in Cheshire besiegelte er als Bischof, Mönch und Abt.
Cadwgan verfasste mehrere Bücher. Sie sollten als praktische theologische Anleitungen dienen und sind sowohl von der damaligen europäischen Scholastik wie auch durch die walisische Kultur geprägt. Zu seinen Schriften gehören eine Predigtsammlung, das Buch Speculum Christianorum, eine Abhandlung über die Buße, eine Interpretation des Vers 7 von Psalm 17 und eine Gebetssammlung.

## Rückzug ins Kloster und Tod
1235 oder 1236 erhielt er die Erlaubnis, sein Amt als Bischof niederzulegen und als Mönch in Dore Abbey in Herefordshire einzutreten. Als ehemaliger Bischof leistete er dem Abt von Dore Gehorsam und verzichtete auf alle seine Besitzungen. Seine Bücher, Pferde und seine Kleidung übergab er dem Kloster mit der Auflage, die Schulden zu begleichen, die er seinem Neffen Cadwaladr für dessen Dienste schuldete. Papst Gregor IX. bestätigte 1236 seinen Amtsverzicht und erlaubte dem Kathedralkapitel die Wahl eines neuen Bischofs. Der verbliebene Besitz Cadwgans fiel an die Diözese zur Begleichung seiner Schulden. Bis zu seinem Tod lebte Cadwgan dann als Mönch in Dore, wobei er 1239 vom Generalkapitel des Ordens ermahnt wurde, das Schweigegebot des Ordens zu befolgen und nicht länger mit Streitgesprächen den Klosterfrieden zu stören.